# Big Rocks
Big Rocks ist das erste Coveralbum und insgesamt achtzehnte Studioalbum der schweizerischen Hard-Rock-Band Krokus. Es enthält die Singleauskopplungen The House of the Rising Sun und Rockin’ in the Free World.

## Hintergrund
Im Anschluss an die Veröffentlichungen des letzten Studioalbums Dirty Dynamite und des letzten Livealbums Long Stick Goes Boom: Live from da House of Rust wurde es im Jahr 2016 ruhig um Krokus. Nach ausgiebigen Tour- und Festivalaktivitäten in den Jahren 2013 und 2014, bei denen Flavio Mezzodi als festes Bandmitglied hinter dem Schlagzeug bestätigt wurde, und weiteren zahlreichen Festivalauftritten im Jahre 2015 spielte die Formation 2016 nur einzigen Festivalauftritt auf dem Riverside Open Air im schweizerischen Aarburg. Ohne Informationen an die Öffentlichkeit durchsickern zu lassen, beschlossen Frontmann Marc Storace, die drei Gitarristen Fernando von Arb, Mandy Meyer und Mark Kohler, Bassist Chris von Rohr und Schlagzeuger Flavio Mezzodi in dieser Zeit, ein Coveralbum aufzunehmen. Das Ziel der Band war es einerseits, musikalischen Vorbildern, deren Wurzeln überwiegend in den 60er Jahren liegen, Tribut zu zollen und andererseits, deren Songklassiker so zu interpretieren, dass sie unverkennbar nach Krokus klingen. Aus diesem Grund wurde auch der Entschluss gefasst, kein AC/DC-Cover auf dem Album zu platzieren, da sich ja Krokus und AC/DC musikalisch bzw. stilistisch betrachtet in einem sehr ähnlichen Spektrum bewegen. Erst mit der Veröffentlichung der ersten Single, einem Cover der The-Animals-Interpretation des amerikanischen Folksongs The House of the Rising Sun, im November 2016 drangen konkrete Informationen über das Album an die Öffentlichkeit. Das wiederum von Bassist und Bandleader Chris von Rohr produzierte und auf den Namen Big Rocks getaufte Werk wurde schließlich Ende Januar 2017 veröffentlicht und enthält, den Hidden Track mitgerechnet, insgesamt 13 Coverversionen plus eine Neueinspielung des bandeigenen Klassikers „Back-Seat Rock ’n’ Roll“. Allerdings ist anzumerken, dass das einleitende Black-Sabbath-Cover „N.I.B.“ nicht den vollständigen Song umfasst, sondern nur ein Intro für das Album darstellt. Darüber hinaus handelt es sich beim abschließenden Hidden Track um ein ungeschliffenes, wohl kaum bearbeitetes und live im Studio aufgenommenes Cover des Bluesklassikers Baby, Please Don’t Go von Big Joe Williams. Obwohl Coveralben häufig kritisch bewertet werden, konnte Big Rocks nahtlos an die vergangenen Erfolge anknüpfen. Auch dank The House of the Rising Sun und der zweiten Single, dem Neil-Young-Cover Rockin’ in the Free World mitsamt Videoclips konnte sich das Album in mehreren europäischen Chartlisten platzieren. In der Schweiz belegte es – wie schon Rock the Block, Hoodoo und Dirty Dynamite zuvor – Platz 1 der Albumcharts. In Deutschland kletterte das Coveralbum auf Platz 31 und in Österreich auf Platz 36. Auch in die beiden belgischen Chartlisten stieg das Album ein: Es erreichte Platz 97 in den wallonischen Charts und Platz 137 in den flämischen Charts. Nach der Veröffentlichung des Albums spielte Krokus Anfang März 2017 mit Gotthard zusammen zwei Auftritte als Co-Headliner in der deutschsprachigen Schweiz, zunächst in der Festhalle Bernexpo in Bern und dann in der Samsung Hall in Dübendorf nahe Zürich. Im Vorprogramm trat mit Shakra eine weitere sehr bekannte schweizerische Rockband als Special Guest auf. Kurz darauf spielte man im Salle Metropole in Lausanne noch zwei weitere Konzerte mit Gotthard, allerdings ohne Shakra im Vorprogramm. Im Mai 2017 unternimmt Krokus einen Konzertabstecher nach Malta – dem Heimatland von Sänger Marc Storace. Anschließend wird die erfolgreichste Rockband aus der Schweiz im Sommer viele Festivaltermine wahrnehmen. Unter anderem wird sie auf der Loreley Freilichtbühne des RockFels Festivals in St. Goarshausen, beim Rock The Ring-Festival in Hinwil, beim Norway Rock Festival in Kvinesdal, beim Bang-Your-Head-Open-Air in Balingen, beim Skogsrojet-Festival im schwedischen Rejmyre und beim Alcatraz-Festival im belgischen Kortrijk zu sehen sein. Im Herbst wird darüber hinaus möglicherweise eine Konzertreise in die USA unternommen. Big Rocks ist das erste Album seit der Liveveröffentlichung Alive And Screamin’ aus dem Jahre 1986, bei der die Band Krokus eine im Vergleich zum Vorgängeralbum konstante Besetzung aufweist.

## Titelliste
1. N.I.B. (1:16) (Ozzy Osbourne, Tony Iommi, Geezer Butler, Bill Ward)
2. Tie Your Mother Down (3:43) (Brian May)
3. My Generation (2:54) (Pete Townshend)
4. Wild Thing (3:52) (Chip Taylor)
5. The House of the Rising Sun (4:21) (Traditioneller amerikanischer Folksong, 1964 neu arrangiert durch Alan Price)
6. Rockin’ in the Free World (3:49) (Neil Young, Frank Sampredo)
7. Gimme Some Lovin’ (3:33) (Spencer Davis, Muff Winwood, Steve Winwood)
8. Whole Lotta Love (4:27) (Robert Plant, Jimmy Page, John Paul Jones, John Bonham, Willie Dixon)
9. Summertime Blues (3:32) (Eddie Cochran, Jerry Capeheart)
10. Born to Be Wild (3:53) (Mars Bonfire)
11. Quinn the Eskimo (3:35) (Bob Dylan)
12. Jumpin’ Jack Flash (4:17) (Mick Jagger, Keith Richards)
13. Back-Seat Rock ’n’ Roll (3:19) (Fernando von Arb, Chris von Rohr, Jürg Naegeli)
14. Baby, Please Don’t Go (2:03) (Big Joe Williams) (Hidden Track)

### Coverversionen
- „N.I.B.“ ist eine Black-Sabbath-Coverversion. Das Lied wurde ursprünglich 1970 auf dem Album Black Sabbath veröffentlicht.
- „Tie Your Mother Down“ ist eine Queen-Coverversion. Das Lied wurde ursprünglich 1976 auf dem Album A Day at the Races veröffentlicht.
- „My Generation“ ist eine The-Who-Coverversion. Das Lied wurde ursprünglich 1965 auf dem gleichnamigen Album My Generation veröffentlicht.
- „Wild Thing“ ist eine The Wild Ones-Coverversion. Das Lied wurde ursprünglich 1965 auf der gleichnamigen Single Wild Thing veröffentlicht.
- „The House of the Rising Sun“ ist eine The-Animals-Coverversion basierend auf einem traditionellen amerikanischen Folksong. Das Lied wurde erstmals 1933 von Ashley and Foster unter der Bezeichnung „Rising Sun Blues“ als Single veröffentlicht.
- „Rockin’ in the Free World“ ist eine Neil-Young-Coverversion. Das Lied wurde ursprünglich 1989 auf dem Album Freedom veröffentlicht.
- „Gimme Some Lovin’“ ist eine The-Spencer-Davis-Group-Coverversion. Das Lied wurde ursprünglich 1966 unter der Bezeichnung „Gimme Some Loving“ auf der gleichnamigen Single Gimme Some Loving veröffentlicht.
- „Whole Lotta Love“ ist eine Led-Zeppelin-Coverversion. Das Lied wurde ursprünglich 1969 auf dem Album II veröffentlicht.
- „Summertime Blues“ ist eine Eddie-Cochran-Coverversion. Das Lied wurde ursprünglich 1958 als B-Seite auf der Single Love Again veröffentlicht.
- „Born to Be Wild“ ist eine Steppenwolf-Coverversion. Das Lied wurde ursprünglich 1968 auf dem Album Steppenwolf veröffentlicht.
- „Quinn the Eskimo“ ist eine Manfred-Mann-Coverversion. Das Lied wurde ursprünglich 1968 unter der Bezeichnung „Mighty Quinn“ auf der gleichnamigen Single Mighty Quinn veröffentlicht.
- „Jumpin’ Jack Flash“ ist eine The-Rolling-Stones-Coverversion. Das Lied wurde ursprünglich 1968 auf der gleichnamigen Single Jumpin’ Jack Flash veröffentlicht.
- „Baby, Please Don’t Go“ ist eine Big-Joe-Williams-Coverversion. Das Lied wurde ursprünglich 1935 auf der gleichnamigen Single Baby, Please Don’t Go veröffentlicht.

### Wissenswertes
- Eigentlich sollte auf dem Album auch „Rock and roll part 1“, eine Coverversion von Gary Glitter, enthalten sein. Der Song wurde aufgenommen aber kurz vor der Albumveröffentlichung wegen des Kindesmissbrauchskandals von Gary Glitter aus der Songliste gestrichen. Bei den Konzerten in Bern, Dübendorf und Lausanne im März 2017 wurde der Song allerdings live gespielt.
- „Back-Seat Rock ’n’ Roll“ – in der Tracklist als „Backseat Rock ’n’ Roll“ aufgelistet – ist eine Neueinspielung des Songs, der ursprünglich 1980 auf dem Album Metal Rendez-Vous veröffentlicht wurde.
- „Born to Be Wild“ ist eine Neueinspielung der Coverversion, die ursprünglich 2010 auf dem Album Hoodoo veröffentlicht wurde.

## Besetzung
Gesang: Marc Storace
Leadgitarre, Rhythmusgitarre, Gesang: Fernando von Arb
Leadgitarre: Mandy Meyer
Rhythmusgitarre: Mark Kohler
Bass: Chris von Rohr
Schlagzeug: Flavio Mezzodi

### Gastmusiker
Gesang: Mark Fox, Dennis Ward
Richter-Mundharmonika: Marco Pantherra